# Polistes
Polistes is een vrij groot geslacht van sociale wespen binnen de onderfamilie Vespinae (veldwespen) in de familie Vespidae (plooivleugelwespen), bestaande uit vierhonderd soorten. Het geslacht komt wereldwijd voor en ze worden vaak de veldwespen genoemd.

## Gezichtsherkenning
Onderzoek heeft uitgewezen dat Polistes fuscatus in staat is de gezichten van andere wespen te herkennen. De wespen werden in een T-vormig labyrint geplaatst en beide richtingen werden gemarkeerd met een afbeelding van een andere wesp. Achter een van de uitgangen zat een beloning, achter de andere niets. De wespen leerden erg snel achter welk gezicht de beloning altijd lag, ook al verwisselde men de plaats waar de beloning lag en die waar niets lag, gebruikte men echter in plaats van gezichten ander afbeeldingen, zoals simpele vormen, duurde het veel langer voordat ze dit leerden. De onderzoekers denken dat dit komt doordat P. fusculatus meerdere koninginnen heeft en het dus belangrijk is om te herkennen wie waar in de hiërarchie staat. Dit wordt ondersteund door het feit dat een andere nauw verwante soort, Polistes metricus, die slechts een enkele koningin heeft, niet in staat bleek gezichten te herkennen.

## Soorten
(215 in totaal)
- Polistes actaeon
- Polistes adelphus
- Polistes adustus
- Polistes affinis
- Polistes africanus
- Polistes albicinctus
- Polistes albocalcaratus
- Polistes angulinus
- Polistes angusticlypeus
- Polistes annularis
- Polistes apachus
- Polistes apicalis
- Polistes aquilinus
- Polistes arizonensis
- Polistes arthuri
- Polistes assamensis
- Polistes associus
- Polistes asterope
- Polistes aterrimus
- Polistes atrimandibularis
- Polistes atrox
- Polistes aurifer
- Polistes badius
- Polistes bahamensis
- Polistes balder
- Polistes bambusae
- Polistes bellicosus
- Polistes bequaertellus
- Polistes bequaerti
- Polistes bequaertianus
- Polistes bicolor
- Polistes biglumis (Bergveldwesp)
- Polistes biguttatus
- Polistes billardieri
- Polistes binotatus
- Polistes bischoffi
- Polistes bituberculatus
- Polistes boharti
- Polistes brevifissus
- Polistes buruensis
- Polistes buyssoni
- Polistes callimorphus
- Polistes canadensis
- Polistes candidoi
- Polistes capnodes
- Polistes carnifex
- Polistes carolina
- Polistes cavapyta
- Polistes cavapytiformis
- Polistes chinensis
- Polistes cinerascens
- Polistes claripennis
- Polistes clavicornis
- Polistes comanchus
- Polistes consobrinus
- Polistes contrarius
- Polistes crinitus
- Polistes cubensis
- Polistes davillae
- Polistes dawnae
- Polistes deceptor
- Polistes defectivus
- Polistes delhiensis
- Polistes diabolicus
- Polistes diakonovi
- Polistes dominicus
- Polistes dominula (Franse veldwesp)
- Polistes dorsalis
- Polistes ebsohinus
- Polistes eburneus
- Polistes elegans
- Polistes ellenbergi

- Polistes ephippium
- Polistes erythrinus
- Polistes erythrocephalus
- Polistes exclamans
- Polistes extraneus
- Polistes facilis
- Polistes fastidiosus
- Polistes ferreri
- Polistes flavobilineatus
- Polistes flavus
- Polistes fordi
- Polistes formosanus
- Polistes franciscanus
- Polistes fuscatus
- Polistes gallicus
- Polistes geminatus
- Polistes gigas
- Polistes goeldii
- Polistes haugi
- Polistes hebridensis
- Polistes helveticus
- Polistes hirsuticornis
- Polistes horrendus
- Polistes huacapistana
- Polistes huisunensis
- Polistes humilis
- Polistes incertus
- Polistes indicus
- Polistes infuscatus
- Polistes instabilis
- Polistes intermedius
- Polistes iranus
- Polistes japonicus
- Polistes jokahamae
- Polistes kaibabensis
- Polistes khasianus
- Polistes laevigatissimus
- Polistes lanio
- Polistes lateritius
- Polistes latinis
- Polistes legnotus
- Polistes lepcha
- Polistes lineonotus
- Polistes loveridgei
- Polistes lycus
- Polistes macrocephalus
- Polistes madecassus
- Polistes madiburensis
- Polistes major
- Polistes major major
- Polistes mandarinus
- Polistes maranonensis
- Polistes marginalis
- Polistes meadeanus
- Polistes melanopterus
- Polistes melanosoma
- Polistes melanotus
- Polistes mertoni
- Polistes metricus
- Polistes mexicanus
- Polistes minor
- Polistes moraballi
- Polistes myersi
- Polistes mysteriosus
- Polistes niger
- Polistes nigrifrons
- Polistes nigrifrons
- Polistes nigritarsis
- Polistes nimpha
- Polistes ninabamba
- Polistes nipponensis
- Polistes notatipes

- Polistes obscurus
- Polistes occipitalis
- Polistes occultus
- Polistes oculatus
- Polistes olivaceus
- Polistes opacus
- Polistes ornatus
- Polistes pacificus
- Polistes palmarum
- Polistes paraguayensis
- Polistes parametricus
- Polistes penai
- Polistes penthicus
- Polistes perflavus
- Polistes perplexus
- Polistes peruvianus
- Polistes philippinensis
- Polistes poeyi
- Polistes praenotatus
- Polistes pseudoculatus
- Polistes quadricingulatus
- Polistes ridleyi
- Polistes riekii
- Polistes riparius
- Polistes rossi
- Polistes rothneyi
- Polistes rubellus
- Polistes rufidens
- Polistes rufiventris
- Polistes rufodorsalis
- Polistes sagittarius
- Polistes santoshae
- Polistes satan
- Polistes saussurei
- Polistes schach
- Polistes semenowi
- Polistes semiflavus
- Polistes sgarambus
- Polistes shirakii
- Polistes sikorae
- Polistes similis
- Polistes simillimus
- Polistes simulatus
- Polistes smithii
- Polistes snelleni
- Polistes stabilinus
- Polistes stenopus
- Polistes stigma
- Polistes strigosus
- Polistes subsericeus
- Polistes sulcifer
- Polistes takasagonus
- Polistes tenebricosus
- Polistes tenellus
- Polistes tenuispunctia
- Polistes tepidus
- Polistes testaceicolor
- Polistes thoracicus
- Polistes torresae
- Polistes tristis
- Polistes tullgreni
- Polistes utakwae
- Polistes variabilis
- Polistes veracrucis
- Polistes versicolor
- Polistes wattii
- Polistes watutus
- Polistes weyrauchorum
- Polistes williamsi
- Polistes xanthogaster
- Polistes xantholeucus